# Etearc
Etearc (en llatí Etearchus, en grec antic Ἐτέαρχος) fou un rei de la ciutat d'Axos a Creta.
Segons antics relats dels cirenaics, era l'avi del rei Batos I de Cirene. La llegenda diu que va planejar la mort de la seva filla Frònime per instigació de la seva madrastra, però es va salvar i va ser portada a Cirene, tal com explica Heròdot.